# Freeport (Ohio)
Pour les articles homonymes, voir Freeport.
Freeport est un village américain situé dans le comté de Harrison, dans l'Ohio. Selon le recensement de 2010, sa population est de 369 habitants.